# Archidiocèse d'Honiara
 (décembre 2023).
Si vous disposez d'ouvrages ou d'articles de référence ou si vous connaissez des sites web de qualité traitant du thème abordé ici, merci de compléter l'article en donnant les références utiles à sa vérifiabilité et en les liant à la section « Notes et références ».
L'archidiocèse d'Honiara (en latin : Archidioecesis Honiarana) est une circonscription ecclésiastique de l'Église catholique aux Îles Salomon. Il est situé à Honiara.
Il comprend également deux diocèses suffragants :
- Diocèse d'Auki (it)
- Diocèse de Gizo (it)

## Histoire
La préfecture apostolique des îles Salomon britanniques (un protectorat ne comprenant pas Bougainville) est érigée le 27 juillet 1897, à partir du territoire du vicariat apostolique de la Nouvelle-Poméranie allemande, devenu depuis l'archidiocèse de Rabaul.